# Чуприна Володимир Григорович
Володи́мир Григо́рович Чупри́на (нар.11 серпня 1940, селі Хорли Каланчацького району Херсонської області) — український мистецтвознавець, живописець, громадський діяч. Народний художник України. Почесний академік Національної академії мистецтв України (2015). Професор. Завідувач кафедри образотворчого мистецтва Херсонського державного університету.

## Біографія
Володимир Чуприна народився 11 серпня 1940 року в селі Хорли Каланчацького району Херсонської області.
1968 року закінчив Київський художній інститут. Вчителі — Платон Білецький, Олексій Шовкуненко, Леонід Владич та інші.
Після навчання приїхав до Херсона, де живе й працює понині.
Автор досліджень з етнографії Херсонщини та творчості митців Георгія Курнакова, Анатолія Платонова, Івана Ботька, Фелікса Кідера та інших.
Як живописець почав виставлятись з середини 1980-х років на всесоюзних, республіканських та зарубіжних виставках.

## Творчість
У роботах Чуприни переважають мотиви Дніпр-Бузького лиману (село Станіслав), де він має власну майстерню. Автор серії робіт:
- «Моршин зимовий»,
- «Краєвиди Криму»,
- «Лиман в Станіславі»,
- «Херсонський степ»,
- «Стара архітектура України» та інших.

Персональні виставки відбулися в Києві, Херсоні, Новій Каховці, Миколаєві, а також у Болгарії, Угорщині, Німеччині, Сполучених Штатах Америки, Відні.
Твори зберігаються у багатьох музеях та приватних колекціях Європи.